# Russ Hamilton (cantor)
Russ Hamilton (19 de janeiro de 1932 – 11 de outubro de 2008) foi um cantor e compositor inglês. Hamilton atingiu o Top 10 nos Estados Unidos com "Rainbow", enquanto no Reino Unido a canção era o lado B de "We Will Make Love", que entrou no UK Singles Chart.

## Biografia

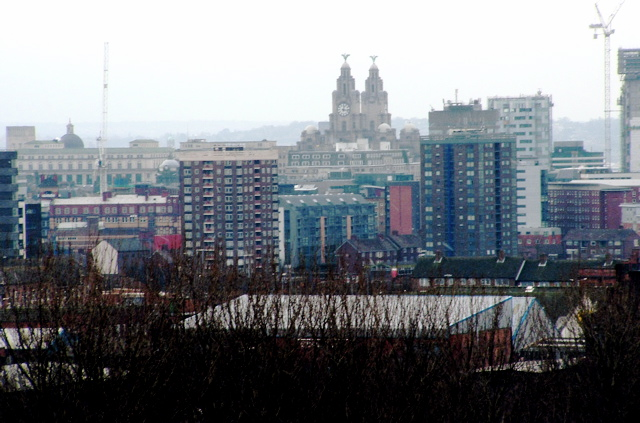
Hamilton nasceu no distrito de Everton, Liverpool (imagem).

Nascido como Ronald Hulme em Everton, Liverpool, Lancashire, ele foi um dos primeiros cantores e compositores de música pop a sair da cidade, e foi o primeiro artista de Liverpool a atingir as paradas musicais dos Estados Unidos com a canção "Rainbow", vários anos antes dos The Beatles. Em 1957, o sucesso no gráfico americano foi um feito muito incomum para um artista britânico e, por isso, Hamilton tornou-se notório. Como resultado, Hamilton teve que se deslocar de um lado do Atlântico para o outro para atender às demandas de performances ao vivo.
O primeiro sucesso de Hamilton no Reino Unido foi "We Will Make Love", que ele gravou em 1957 pela Oriole Records. No entanto, nos Estados Unidos, foi "Rainbow" do lado B que se tornou o sucesso porque, de acordo com o próprio Hamilton, os americanos teriam confundindo "Rainbow" como lado A do single. Isso proporcionou que a canção atingisse o Top 10 no Reino Unido e o mesmo resultado no Atlântico – "Rainbow" alcançou o número 4 na Billboard Hot 100. O disco vendeu mais de um milhão de cópias e atingiu o status de disco de ouro.
Hamilton seguiu seu primeiro sucesso com outra canção auto-escrita, "Wedding Ring", que conseguiu alcançar o Top 20. Em 1960, foi convidado para ir a Nashville, Tennessee, e então assinou com a MGM Records. Em Nashville, ele gravou "Gonna Find Me a Bluebird" com The Jordanaires e Chet Atkins. Seu sucesso com lançamentos de discos não melhorou, e no início dos anos 60 ele se afastou do mercado da música pop. Ele escreveu muitas canções populares, especialmente na Ásia. "Little One", uma canção que ele escreveu para sua sobrinha no Canadá, era sua favorita. Outras canções, como "I Still Belong to You", "I Had a Dream" e "Reprieve of Tom Dooley" foram bastante populares. Ele interpretou a música "I Had A Dream" no Six-Five Special. No entanto, esse sucesso desapareceu rapidamente.
Hamilton morreu em 11 de outubro de 2008, aos 76 anos, em sua casa em Buckley, no norte do País de Gales.

## Discografia

### Singles
| - "We Will Make Love" – "Rainbow" (1957) - "Wedding Ring" – "I Still Belong to You" (1957) - "Little One" – "I Had a Dream" (1958) - "I Don’t Know" – "My Mother’s Eyes" (1958) - "Tip Toe Through the Tulips" – "Drifting and Dreaming" (1958) - "September in the Rain" – "I Wonder Who’s Kissing Her Now" (1958) - "Things I Didn’t Say" – "Strange Are the Ways of Love" (1958) - "The Reprieve of Tom Dooley" – "Dreaming of You" (1959) | - "My Unbreakable Heart" – "I Found You" (1959) - "Smile, Smile, Smile and Sing, Sing Sing" – "Shadow" (1959) - "Mama" – "Things No Money Can Buy" (1960) - "It’s a Sin to Tell a Lie" – "Folks Get Married in the Spring" (1960) - "Gonna Find Me a Bluebird" – "Choir Girl" (1960) - "The Lonesome Cowboy" – "My Love" (1961) - "Take a Chance on Me" – "I Stand Around" (1962) - "Valley of Love" – "Loneliest Boy in Town" (1963) - "We Will Make Love" – "No One Can Love Like You" (1963) |